# 尚美
尚美（法語：Chaumet），是一家法国的高档珠宝、钟表制造商，由马里-艾蒂安·尼铎于1780年创立，总部位于法国巴黎，目前隶属于LVMH集团。创始人尼铎曾为拿破仑一世和其皇后打造珠宝。

## 早期历史
1780年，马里-艾蒂安·尼铎来到巴黎创立了自己的工坊。马里-艾蒂安为拿破仑一世及其皇室打造了一系列珠宝。1802年，马里-艾蒂安等人一起为拿破仑一世打造了“执政官之剑”，剑柄上镶嵌有摄政王钻石。
马里-艾蒂安于1809年去世，其子佛朗索瓦-雷诺·尼铎接手了父亲的业务，1812年在巴黎旺多姆广场开设了店铺。为旺多姆广场的首家珠宝店。1815年，法兰西第一帝国终结，佛朗索瓦-雷诺将店铺转手给了尚·巴迪斯特·弗森。
巴迪斯特·弗森于1848年去世，其子朱尔斯·弗森（Jules Fossin）继承了业务，并与尚·瓦伦太·莫罕合作开拓海外事业。1862年瓦伦太·莫罕之子普诺佩斯·莫罕（Prosper Morel）接手了朱尔斯·弗森的业务。之后普诺佩斯·莫罕的女儿玛丽·莫罕与珠宝匠乔瑟夫·尚美（Joseph Chaumet）成婚，“尚美”因而得名。1885年乔瑟夫·尚美接手了业务。

## 被收购
1987年，因负债高达14亿法郎，为年营业额的3倍，尚美申请破产保护。公司所有者雅克·尚美（Jacques）和皮埃尔·尚美（Pierre）兄弟被判犯有非法银行活动罪。同年，公司被巴林投资基金Investcorp接管。公司在1995-1997年累计净亏损1000万瑞郎之后，在1998年再次盈利，当年获得了2.8亿瑞郎的营业额。1999年10月，公司被LVMH集团收购。
2008年，尚美于上海开设中国大陆第一家精品店。
截至2022年，其主要市场按开设的精品店门店数量排序为：法国（48家），中国大陆（26家），韩国（12家），日本/西班牙（11家），意大利（7家），香港/葡萄牙（6家），台湾/阿联酋（5家），其余地区少于5家。